# Uruana de Minas
Uruana de Minas – miasto i gmina w Brazylii, w stanie Minas Gerais.